# Chalcoscirtus paraansobicus
Chalcoscirtus paraansobicus là một loài nhện trong họ Salticidae.
Loài này thuộc chi Chalcoscirtus. Chalcoscirtus paraansobicus được Yuri M. Marusik miêu tả năm 1990.